# Résolution 332 du Conseil de sécurité des Nations unies
Membres permanents
- Chine
- États-Unis
- France
- Royaume-Uni
- URSS

Membres non permanents
- Australie
- Autriche
- Guinée
- Indonésie
- Inde
- Kenya
- Panama
- Pérou
- Soudan
- Yougoslavie

Résolution no 331 Résolution no 333
La résolution 332 du Conseil de sécurité des Nations unies est adoptée à 11 voix contre zéro lors de la 1 711e séance du Conseil de sécurité des Nations unies le 21 avril 1973, à la suite d'une plainte du représentant du Liban, le Conseil a exprimé son chagrin pour les pertes tragiques de vies civiles subies en 1973 lors du raid israélien sur le Liban dans le cadre de l'insurrection palestinienne au Sud-Liban. Le Conseil a condamné Israël pour ses violations persistantes du droit international et a appelé Israël à cesser immédiatement.
La résolution a été adoptée par 11 voix contre zéro, avec quatre abstentions de la république populaire de Chine, de la Guinée, de l'Union soviétique et des États-Unis.

### Sources
- (en) Cet article est partiellement ou en totalité issu de l’article de Wikipédia en anglais intitulé « United Nations Security Council Resolution 332 » (voir la liste des auteurs).

### Texte
- Résolution 332 sur fr.wikisource.org
- Résolution 332 sur en.wikisource.org